# Physenaceae
Physenaceae is een botanische naam, voor een familie van tweezaadlobbige planten. Een familie onder deze naam wordt zelden erkend door systemen voor plantentaxonomie, maar wel door het APG-systeem (1998) en het APG II-systeem (2003).
Het gaat dan om een heel kleine familie van bomen en struiken die voorkomen op Madagaskar.